# محوطه چال شیخ احمد
محوطه چال شیخ احمد مربوط به سده‌های میانه و متاخر دوران‌های تاریخی پس از اسلام است و در شهرستان مسجد سلیمان، بخش اندیکا، دهستان کوشک، ۴۰۰ متری غرب روستای چال شیخ احمد واقع شده و این اثر در تاریخ ۲۶ اسفند ۱۳۸۷ با شمارهٔ ثبت ۲۵۹۶۵ به‌عنوان یکی از آثار ملی ایران به ثبت رسیده است.